# Plug PC
Plug computer, Plug PC (англ. Plug computer — (дословно) подключаемый компьютер) — внешнее устройство, часто сконфигурированное для использования в домашних условиях или в офисе (например, в качестве домашнего сервера) в качестве компактного компьютера. Характеризуется высокой производительностью, низким энергопотреблением системы на кристалле, несколькими портами ввода-вывода (напр., USB-порты) и, как правило, предустановленным каким-то Linux-дистрибутивом. 
Большинство их вариантов не имеют входа для подключения дисплея и лучше всего подходят в качестве медиасервера со службой резервного копирования, общим доступом к файлам и удалённым доступом, и, таким образом, выступают в качестве моста между протоколами в домашних условиях, например, Digital Living Network Alliance (DLNA), Server Message Block (SMB) и облачными сервисами. Есть, однако, такие Plug PC, которые имеют аналоговый монитор VGA- и / или HDMI-разъемы, которые, наряду с несколькими портами USB, имеют возможность подключения дисплея, клавиатуры и мыши, таким образом делая их полноценными альтернативами настольным компьютерам и ноутбукам, плюс низкое энергопотребление.
Название «подключаемый компьютер» (слово англ. Plug также можно перевести как «штепсель; разъём») было дано им из-за малой конфигурации таких устройств: подключаемые компьютеры часто имеют вид адаптера питания переменного тока и могут подключаться непосредственно в розетку.
Plug PC обычно потребляют мало энергии и стоят недорого. Один производитель утверждает, что его Plug PC за $119 потребляет 1,2 Вт.

## История
Ряд других устройств этого типа стали появляться в 2009 на Consumer Electronics Show.
- 6 января 2009 компания Ctera Networks[англ.] выпустила устройство под названием CloudPlug, которое обеспечивает оперативное резервное копирование на локальные диски и имеет службу обмена файлами[3]. Кроме того, устройство преобразует любой внешний USB жесткий диск в память устройства, подключённого к сети[4][5].
- 7 января 2009 года Cloud Engines представила Pogoplug — сервер доступа к сети[англ.][6][7][8][9].
- 8 января 2009 года Axentra объявила о выпуске платформы HipServ[10].
- 23 февраля 2009 Marvell Technology Group объявила о своих планах по строительству мини-индустрии[уточнить] подключаемых компьютеров[11][12].
- 19 августа 2009 года CodeLathe объявила о доступности своего сервера доступа к сети TonidoPlug[13].
- 13 ноября 2009 QuadAxis запустила линейку Plug-PC-продуктов и платформу разработки, анонсировав QuadPlug и QuadPC на базе операционной системы QuadMix на основе Linux[14].
- 5 января 2010 года компания Iomega[англ.] объявила о своём сервере доступа к сети IConnect[15].
- 7 января 2010 года Pbxnsip запустила свой plug-компьютер sipJack под управлением платформы IP-коммуникаций Pbxnsip[16].